# Iantra

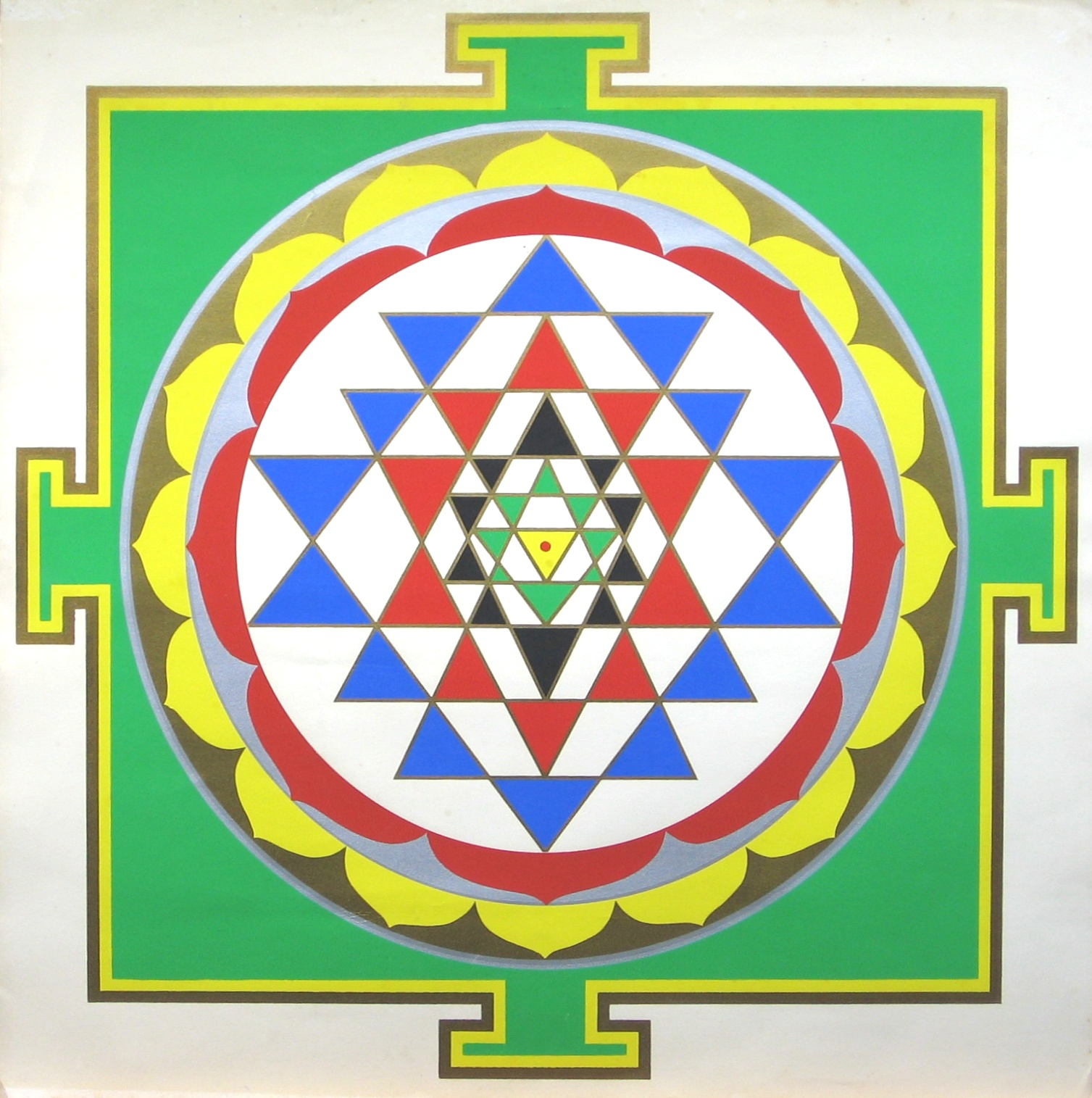
Seri Chacra

Iantra (yantra) é uma representação simbólica do aspecto de uma divindade, normalmente a Deusa Mãe ou Durga. Ele é uma matriz interconectada de figuras geométricas, círculos, triângulos e padrões florais que formam um padrão fractal de elegância e beleza. Embora desenhado em duas dimensões, um iantra deve representar um objeto sagrado tridimensional. Os iantras tridimensionais estão se tornando incrivelmente comuns. Embora o iantra seja uma ferramenta usada na meditação por ambos sérios pesquisadores espirituais e escultores da tradição clássica, sua shakti é também disponível para pesquisadores iniciantes com sincera devoção e boas intenções. Acredita-se que os iantras místicos revelam a base interna das formas do universo. A função dos iantras é ser símbolo de revelação das verdades cósmicas.